# Dendropicos fuscescens
Dendropicos fuscescens là một loài chim trong họ Picidae.